# Педроче, Кристина
Кристина Педроче Навас (исп. Cristina Pedroche Navas, род. 30 октября 1988, Vallecas, Мадрид) — испанская ведущая, тележурналистка и модель.

## Биография
Кристина родилась 30 октября 1988 года в Мадриде, Испания. Некоторое время она совмещала учёбу в области делового администрирования, менеджмента и туризма в Университете короля Хуана Карлоса с работой на телевидении в качестве репортёра. Она прославилась в 2010 году, когда присоединилась к ежедневному комедийному шоу Sé lo que hicisteis… на канале La Sexta в качестве тележурналиста до 2011 года. С августа 2011 по июнь 2012 года работала репортёром в ежедневном комедийном шоу «Отра мовида» (в переводе с исп. — «Ещё один ход»). В марте 2010 года она была на обложке испанского журнала «FHM».
В сентябре 2012 года она присоединилась к радиопрограмме Yu, no te pierdas nada (в переводе с исп. — «Эй, ничего не пропусти») в качестве соавтора на канале Los 40 Principales. В декабре 2013 года она присоединилась к ежедневному комедийному телешоу Zapeando (в переводе с исп. — «Тряска»), которое вёл Франк Бланко в La Sexta. В апреле 2014 года Педроче приняла участие в сегменте шоу «Водная война» с Франком Бланко. Педроче также использовала шоу как платформу для повышения осведомлённости о БАС, приняв участие в Ice Bucket Challenge.
В декабре 2014 года было объявлено, что она подписала золотой парашют с медиагруппой Atresmedia. Она также вела новогоднюю трансляцию «Двенадцать виноградин» 2014–2015 годов для La Sexta вместе с Франком Бланко в прозрачном платье, которое вызвало много комментариев. Во время этого шоу она участвовала в «войне шампанского» с Франком Бланко, новогодней пьесе по мотивам предыдущей «водной войны». Она выступила в ситкоме La que se avecina (в переводе с исп. — «Тот, который придёт»).
В 2015 году она покинула Zapeando, чтобы присоединиться к пятому испанскому сезону реалити-шоу «Пекин Экспресс», её первой работе в качестве сольной ведущей.
24 октября 2015 года она вышла замуж за испанского шеф-повара Давида Муньоса.
31 декабря 2015 года (вместе с Карлосом Соберой) и 31 декабря 2016 года (вместе с Альберто Чикоте) она вела новогоднюю трансляцию «Двенадцать виноградин» второй и третий год подряд соответственно, на этот раз для Antena 3, и продолжила сенсацию прошлого года (надев прозрачное платье). В 2016 году вновь приняла участие в качестве ведущей шестого сезона «Пекинского экспресса». С января 2017 года она ведёт шоу талантов Tú sí que sí в La Sexta в 2017 году. В 2018 году она снова вела новогоднюю вечеринку «Двенадцать виноградин».
Она снялась в фильме Сантьяго Сегура «Sin filtro» (в переводе с исп. — «Нефильтрованное»).
В апреле 2021 года она была ведущей Love Island España, испанской версии британского реалити-шоу и международной франшизы Love Island.